# Bodnár György
Bodnár György (Karcag, 1927. július 23. – Budapest, 2008. október 29.) Széchenyi-díjas magyar irodalomtörténész, egyetemi tanár, az irodalomtudomány doktora (1987), professor emeritus.

## Élete
1927. július 23-án született Karcagon. Ugyanott érettségizett 1947-ben a Karcagi Református Nagykun Gimnáziumban. 1948-tól a budapesti Pázmány Péter Tudományegyetem Bölcsészkarára iratkozott be, ahol 1952-ben szerzett magyar–angol szakos középiskolai tanári oklevelet. Egyetemi évei alatt – 1950-ig, megszüntetéséig – az Eötvös Collegium tagja volt.
Harmadéves korában demonstrátornak nevezték ki az ELTE Magyar Irodalmi Tanszékére. 1951–1953 között különböző kulturális hivatalokban dolgozott. 1953 szeptemberétől 1956 októberéig a Társadalmi Szemle kulturális rovatvezetője volt, s 1955–1956-ban párhuzamosan – annak megszüntetéséig – az Új Hang című irodalmi folyóirat felelős szerkesztői tisztét is betöltötte. 1957-ben elvállalta a Magvető Könyvkiadóban az irodalmi vezetői munkát, amelyről három hónap után lemondott, mivel programját nem engedték végrehajtani. Lemondása után 1957. október 1-jétől a Magyar Tudományos Akadémia Irodalomtudományi Intézetében helyezkedett el tudományos munkatársként, s azóta folyamatosan itt dolgozott, 1965-től osztályvezetői, főosztályvezetői, majd 1985-től igazgatóhelyettesi beosztásban, 1992-től 1997-ig igazgatóként. 1997-ben nyugállományba helyezték.
1951-től rendszeresen publikált, s párhuzamosan dolgozott az irodalomtörténetben és az irodalomkritikában. Kutatási területei a 20. század magyar irodalma, az élő irodalom, a modern magyar kritika és irodalomtudomány története, s irodalmunk, valamint kritikánk eszmetörténeti kapcsolatai voltak. Az akadémiai hat kötetes magyar irodalomtörténet 5–6. kötetében szerzőként, a 6.-ban pedig a szerkesztő munkatársaként is közreműködött. Több fejezet szerzője az 1945 utáni magyar irodalom történetét áttekintő szintézisben is (A magyar irodalom története 1945–1975).
1976-ban önálló kötetben adta ki addig megjelent tanulmányait és kritikáit (Törvénykeresők, 625 p.). A következő húsz év termését Jövő múlt időben című 30 íves kötetben gyűjtötte össze, amely 1998-ban jelent meg. A modern magyar elbeszélés születését áttekintő kötete (A »mese« lélekvándorlása, 1988, 456.pp.) még az állami magyar könyvkiadás összeomlása előtt megjelenhetett. Juhász Ferenc című monográfiáját (12 ív) 1993-ban adta ki a Kortársaink című sorozat, Jövő múlt időben című tanulmánykötete 2000-ben, 2001-ben pedig Kaffka Margit-monográfiája a Balassi Kiadónál jelent meg.

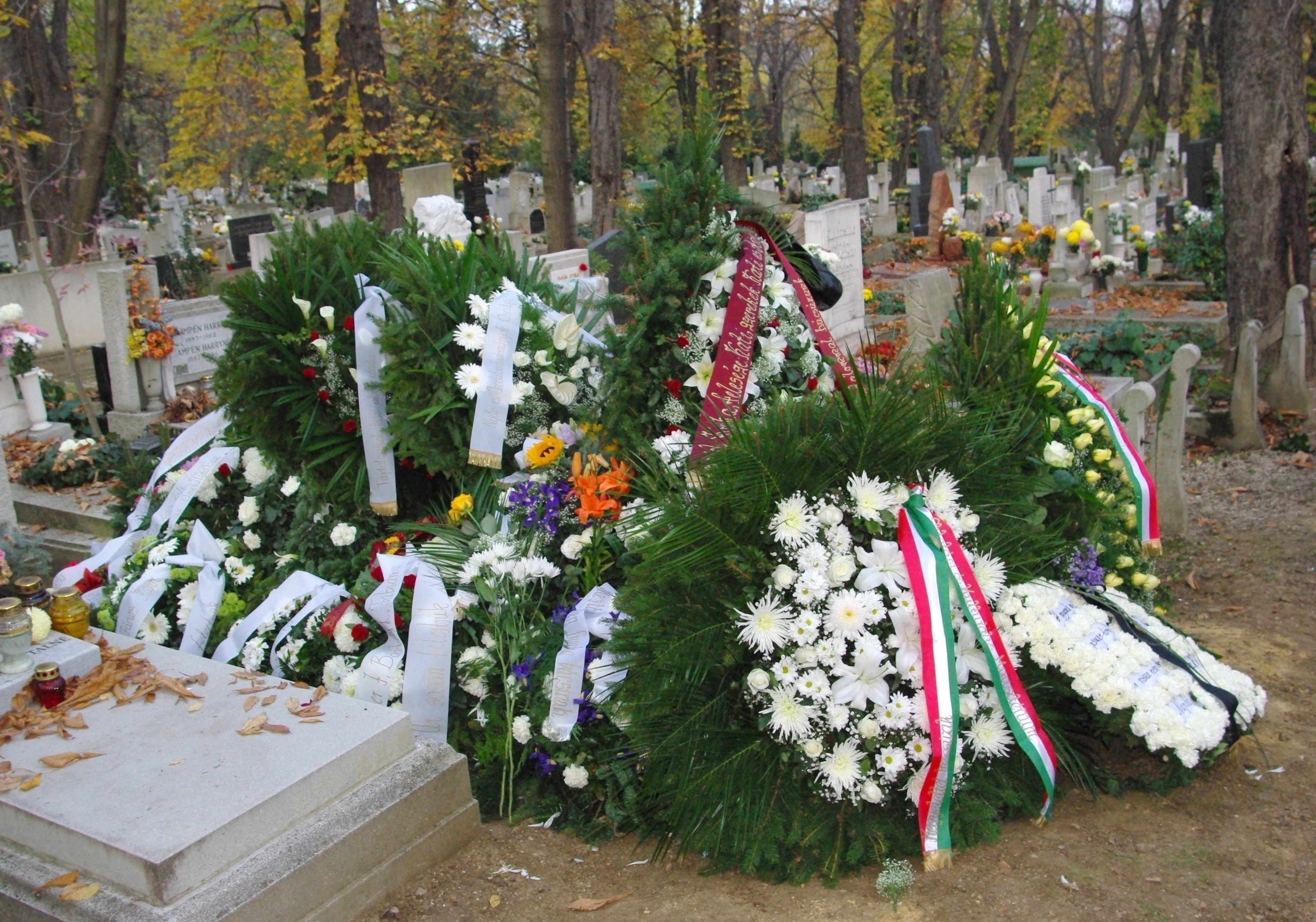
Sírja a temetésekor

A Nap Kiadónál jelent meg Kaffka Margit befogadás-történetéről szóló kötete 2001-ben (In memoriam-sorozat), valamint a Juhász Ferenc-monográfia bővített kiadása a Balassi Kiadónál (2005). 2007-ben az Argumentum Kiadónál jelent meg a Párbeszéd az idővel című életmű-válogatása. Néhány évig ismét a század eleji magyar korrajzregények feldolgozásával foglalkozott, s erről tervezett könyvében a kor magyar modernizációjának egyidejű történetét igyekezett rekonstruálni – bemutatva a megújuló regényműfaj poétikai problémáit is.
2008. október 29-én, Budapesten hunyt el, 81 éves korában. A Farkasréti temetőben temették el, 2008. november 7-én. 2009. február 12-én emlékülést tartottak a tiszteletére az MTA ITI Illyés Gyula Archívum és Műhelyben, ahol posztumusz bemutatták Párbeszéd az idővel című könyvét.

## Szervezeti tagságai
Több tudományos és irodalmi szervezet munkájában vett részt: 1973-tól az MTA I. Osztályának tanácskozó tagja, s 1973–1985 között az MTA Irodalomtudományi Bizottságának társelnöke, illetve elnöke volt. 1976–1980, valamint 1985–1991 között a TMB Irodalomtudományi Szakbizottságában is közreműködött. 1993–2001 között az OTKA Magyar Irodalomtudományi és irodalomelméleti Szakzsűrijének elnöki tisztét töltötte be. 2005-ig az Írószövetség Választmányának volt tagja, s két szakmai folyóirat, a Helikon és Literatura szerkesztő bizottságának is közreműködője volt. 1994-ben mint doktor képviselőt beválasztották az MTA Elnökségébe, s az OTKA Társadalomtudományi Szakkollégiumába. 1996-tól az Akadémia az Országos Doktori és Habilitációs Tanácsba illetve 1997-ben – egy hároméves ciklusra – a Magyar Akkreditációs Bizottságba is delegálta. 1995-től 2000-ig, mint elnök, az Országos Ösztöndíj Bizottság Bölcsész Albizottságának munkájában is részt vett. 1963–1989 között ő szerkesztette az Irodalomtörténeti füzetek című akadémiai könyvsorozatot. Címzetes egyetemi tanárként több, mint 25 éven át tanított tiszteletdíj nélkül a budapesti Bölcsészkaron. A Pázmány Péter Katolikus Egyetem professzor emeritusa, valamint a Füst Milán Fordítói Alapítvány Kuratóriumának elnöke volt.

## Tudományos fokozatai és díjai
- Szocialista Kultúráért (1953)[2]
- Szocialista Munkáért érdemérem (1955)[2]
- Az irodalomtudományok kandidátusa (1971)[2]
- A Munka Érdemrend ezüst fokozata (1973)[2]
- A Munka Érdemrend arany fokozata (1985)[2]
- Az irodalomtudományok akadémiai doktora (1987)[2]
- József Attila-díj (1976)[2]
- A Magyar Köztársasági Érdemrend középkeresztje (1997)[2]
- Illés Endre-díj (1990)[2]
- Magyar Alkotóművészek Egyesülete Életműdíja (1995)
- Pro Literatura díj (1995)[2]
- Komlós Aladár-díj (1996)[2]
- Ipolyi Arnold-díj (OTKA, 1997)[2]
- Eötvös József-koszorú (1998)[2]
- Akadémiai Díj (2002)[2]
- Tekintet-díj (2006)
- Széchenyi-díj (2007)[2]
- Báró Jósika Miklós Díj (2008)

## Tanulmányutak, ösztöndíjak
Számos tudományos konferencián szerepelt előadóként és elnökként – a nemzetközieken angol nyelven, – s konferenciák szervezésében is hosszú ideig részt vett. Tanulmányúton volt, illetve előadásokat tartott több alkalommal Angliában, az Egyesült Államokban, Olaszországban, Finnországban, Németországban, Japánban, Ghánában, s majdnem valamennyi volt szocialista országban. Több nemzetközi tudományos szervezet vezetőségének vagy vegyes bizottságának a munkájában vett részt.
Az angol, francia, német nyelvekben volt jártas.

## Művei
- Kaffka Margit válogatott művei; válogatta, bevezette: Bodnár György, sajtó alá rendezte: Szücs Éva; Szépirodalmi, Budapest, 1956 (Magyar klasszikusok)
- Szüreti fürt. Elbeszélések I-II.; válogatta, bevezette, jegyzetek: Bodnár György; Szépirodalmi, Budapest, 1958-1959
- Albert Maltz: Simon McKeever utazása. Regény; fordította: Bodnár György; Európa, Budapest, 1959
- Kaffka Margit: Hullámzó élet. Cikkek, tanulmányok; válogatta, bevezette, jegyzetek Bodnár György; Szépirodalmi, Budapest, 1959
- Szerb Antal: A varázsló eltöri pálcáját. Cikkek; bővített kiadás; sajtó alá rendezte: Bodnár György; Magvető, Budapest, 1961
- A magyar irodalom története 6. A magyar irodalom története 1919-től napjainkig (többekkel); szerkesztette Szabolcsi Miklós; Akadémiai, Budapest, 1966
- Kaffka Margit: Az élet útján. Versek, cikkek, naplójegyzetek; összegyűjtötte, szerkesztette, bevezette, jegyzetek Bodnár György; Szépirodalmi, Budapest, 1972
- Révai József: Petőfi; szerkesztette, bevezette: Bodnár György; Kossuth, Budapest, 1973 (Esztétikai kiskönyvtár)
- Kaffka Margit válogatott művei; válogatta, sajtó alá rendezte, jegyzetek: Bodnár György; Szépirodalmi, Budapest, 1974 (Magyar remekírók)
- Törvénykeresők; Szépirodalmi, Budapest, 1976
- A "mese" lélekvándorlása. A modern magyar elbeszélés születése; Szépirodalmi, Budapest, 1988
- Juhász Ferenc; Balassi, Budapest, 1993 (Kortársaink)
- Babits Mihály: Timár Virgil fia; szerkesztette, utószó Bodnár György; Palatinus, Budapest, 1997
- Albert Einstein–Sigmund Freud: Háború, de miért?; Iszak Aszimov esszéjével; fordította Bodnár György és Tóth Gergely; Glória, Budapest, 1998 (Hírességek levelei)
- Jövő múlt időben. Tanulmányok, esszék, kritikák; Balassi, Budapest, 1998
- Kaffka Margit: Színek és évek. Hangyaboly; szöveggondozás, utószó: Bodnár György; Unikornis, Budapest, 1999 (A magyar próza klasszikusai, 66.)
- Irodalomtudományi Intézet; MTA, Budapest, 2000 (A Magyar Tudományos Akadémia kutatóintézetei, 7.)
- Kaffka Margit; Balassi, Budapest, 2001
- Színek, évek, állomások. In memoriam Kaffka Margit; válogatta, szerkesztette, összeállította: Bodnár György; Nap, Budapest, 2005 (In memoriam)
- Juhász Ferenc; 2. javított, bővített kiadás; Balassi, Budapest, 2005
- Párbeszéd az idővel. Válogatott tanulmányok, esszék, kritikák; Argumentum, Budapest, 2009

## Írások Bodnár Györgyről és műveiről
- Országos pályázaton első díjat nyert egy karcagi elemista tanuló, Karcagi Hírlap, 1938, június 11.
- Nagy Péter, Szüreti fürt, Magyar Nemzet, 1959, február 15., 9.
- Bényei József, Szüreti fürt, Hajdu-Bihari Napló, 1959, március 29.
- Ungvári Tamás, Kritika és magatartás (Kaffka Margit kritikáiról), Magyar Nemzet, 1960, január 17., 10.
- G.L., Kaffka Margit: Hullámzó élet, Népszabadság, 1960, március 11., 9.
- (zs.i.), A XX. századi magyar irodalom panorámája, Esti Hírlap. 1965, augusztus 10.
- G.P., Panorama de la littérature hongroise du XXe siècle, Bulletin des Lettres, 1965, november 15.
- Gerard Guillot, Un panorama de la littérature hongroise du XXe siècle en trois livres,
- Le Progrès, Le Progrès Soir, 1965, nov. 15.
- E. Bango, Panorama de la littèrature hongroise du XXe siècle, Documentation sur Europe Centrale. Institut de Recherches de l’Europe Centrale, Louvain, Vol. III. 1965, nov-dec.
- Wéber Antal, Bodnár György, Törvénykeresők, Irodalomtörténet, 1977, 2. sz., 538.
- Koczkás Sándor, Bodnár György, Törvénykeresők, Kritika, 1977, 4. sz., 27-28.
- Szakolczay Lajos, A törvénykeresők etikája, Új Írás, 1976, 5. sz., 100-102.
- Vekerdi László, Korszerű akadémizmus, Jelenkor, 1976, 6. sz., 555-558.
- Erki Edit, A személet győzelme, Élet és Irodalom, 1976, 30. sz., 10.
- Németh G. Béla, Arány, egyensúly, közérzet, Napjaink, 1976, 7. sz., 4.
- Almási Miklós, Törvénykeresők, Magyar Nemzet, 1976, 27., 13.
- Kulcsár Szabó Ernő, Kritikai dimenziók, Alföld, 1976, 10. sz., 76-79.
- Sőtér István, Négy tanulmánykötet, Literatura, 1975, 4-3. sz., 209-217.
- Koczkás Sándor, Bodnár György, Törvénykeresők, Kritika, 1977, 4. sz., 27-29.
- E. Nagy Sándor, Bodnár György, Törvénykeresők, Kortárs, 1977, 9. sz., 1499-1500.
- Pomogáts Béla, A törvénykereső – Bodnár György hatvanéves, Élet és Irodalom, 1987, július 24., 10.
- F.S., Bodnár György hatvanéves, Új Tükör, 1987, augusztus 2., 31. sz., 43.
- Juhász Ferenc. Az uszályról integetők (Bodnár György hatvanadik születésnapjára), Új Írás, 1987, 9. sz., 59-60.
- Sőtér István, Bodnár György köszöntése, Literatura, 1987, 1-2. sz., 5-8.
- Juhász Ferenc. Az ember ünnepe, Tíz évvel ezelőtt, Literatura, 1987, 1-2. sz., 9-13.
- Pomogáts Béla, Az esszéíró nemzedék krónikása, Literatura, 1987, 1-2. sz., 188-193.
- A hatvanéves Bodnár György tiszteletére, Literatura, 1987-1988, 1-2. sz.
- Bodri Ferenc. A Literatura még újabb száma, Élet és Irodalom, 1988, szeptember 2., 8.
- Szitányi György: A ’mese’ lélekvándorlása. Bodnár György tanulmánya, Magyar Nemzet, 1989, február 27.
- Angyalosi Gergely, Bodnár György, A „mese” lélekvándorlása, ItK, 1989, 4. sz., 482-485.
- Sőtér István, Kaffka Margit és a premodernek. Bodnár György: A ’mese’ lélekvándorlása, Új Írás, 1989, 3. sz., 69-73.
- Csányi László, A modern magyar széppróza útja. Bodnár György: A ’mese’ lélekvándorlása, Új Írás, 1989, 3. sz., 74-77.
- Domokos Mátyás, Irodalomtudós a magyar elbeszélés forradalmáról, Kortárs, 1989, 3. sz., 145-147.
- Csűrös Miklós, Bodnár György: A ’mese’ lélekvándorlása, Irodalomtörténet, 1991, 3-4. sz., 590-593.
- Pósa Zoltán, Önfelszabadítás a verskatedrálisban, Új Magyarország, 1994,május 9.
- Tamás Attila, Bodnár György, Juhász Ferenc. Alföld, 1994. 9. sz., 82-86.
- Rónay László, A szerkesztő vallomása – Bodnár György, Juhász Ferenc, Új Forrás, 1994, 10. sz., 60-66.
- Imre László, Bodnár György, Juhász Ferenc. Tiszatáj, 1994, 11. sz., 89-91.
- Juhász Béla, Bodnár György, Juhász Ferenc. Hitel, 1995, 1. sz., 102-104.
- Angyalosi Gergely, Bodnár György, Juhász Ferenc. ItK, 1995, 5-6. sz., 676-679.
- Pomogáts Béla, Értékek védelmében – Bodnár György hetven éve, Literatura, 1997, 3. sz., 233-238.
- Szörényi László, A hetvenéves Bodnár György köszöntése, ItK, 1997, 5-6. sz., 714-716.
- Ferenczi László, Feladat és szenvedély – Bodnár György, Jövő múlt időben, 1999, 6. sz., 97-101.
- Csűrös Miklós, Bodnár György, Jövő múlt időben, Irodalomtörténet, 2000, 3. sz., 493-496.
- Takács Ferenc. Író, asszony, ember – Bodnár György, Kaffka Margit, Népszabadság, 2001, november 24.
- Bengi László, Bodnár György: Kaffka Margit, Irodalomismeret, 2002, 1-2. sz., 102-103.
- Rónay László, Bodnár György: Kaffka Margit, Irodalomtörténet, 2002, 3. sz., 445-452.
- Tamás Attila, Bodnár György: Kaffka Margit, Alföld, 2002, 4. sz., 108-111.
- Major Anita, Az emberasszony – Kaffka Margit élete és teremtett világa, Magyar Nemzet, 2002, szeptember 7., 33.
- Dérczy Péter, Ex Libris - Bodnár György, Kaffka Margit, Élet és Irodalom, 2003, január 10., 23.
- Múlt jövő időben – Írások Bodnár György 75. születésnapjára, szerk. Angyalosi Gergely és Szörényi László, Universitas, 2003.
- Takács Ferenc, Mindenség-mérleg? (Bodnár György: Juhász Ferenc), Népszabadság, 2005, okt.1., 11.
- Kránicz Gábor: Bodnár György: Kaffka Margit, ItK, 2006, 6. sz., 707-711.
- Juhász Ferenc: A hűséges tanú (Bodnár Györgyről), Tekintet, 2007, 1. sz., 111-112.
- Szentpály Miklós, Metszet a végtelenből, Bodnár György nyolcvanéves, Élet és Irodalom, 2007, július 20., 11.